# Anania oberthuri
Anania oberthuri is een vlinder van de familie van de grasmotten (Crambidae). De wetenschappelijke naam van deze soort is voor het eerst voorgesteld als Botys oberthuri door Emilio Turati in een publicatie uit 1913. De soort is vernoemd naar de Franse entomoloog Charles Oberthür.
De soort komt voor op Corsica en Sardinië.